# José Ramón Alexanko
José Ramón Alexanko Ventosa (ur. 5 maja 1956 w Barakaldo, Bizkaia) – były hiszpański piłkarz narodowości baskijskiej grający na pozycji obrońcy oraz trener piłkarski.
Piłkarz grał tylko w klubach hiszpańskich: Athletic Bilbao, Deportivo Alavés, FC Barcelona. W FC Barcelona był kapitanem Dream Teamu Johana Cruijffa w latach dziewięćdziesiątych.
Po zakończeniu kariery piłkarskiej, jako trener prowadził Universitateę Krajowa i National Bukareszt.

## Kariera klubowa

### Athletic Bilbao
Alexanko rozpoczął swoją karierę zawodniczą w juniorskiej drużynie Athletic Bilbao w 1974. Grał tam przez dwa sezony, a następnie był wypożyczony do Deportivo Alavés. W 1976 przeszedł z wypożyczenia do swojego poprzedniego klubu. W barwach Bilbao rozegrał 91 meczów, i strzelił 8 goli. W 1977 zdobył klubem Puchar Copa del Rey i Puchar UEFA.

### FC Barcelona
W 1980 roku piłkarz zdecydował się na przejście do FC Barcelona, gdzie grali już: Andoni Zubizarreta, Txiki Begiristain i Julio Salinas. W 1988 strzelił jedynego gola w meczu o Copa del Rey przeciwko Real Sociedad. Brał też udział w finale Pucharu Mistrzów w 1992.

## Reprezentacja
Od 1978 do 1982 Alexanko był 34-krotnie powoływany do kadry na mecze reprezentacji Hiszpanii, dla której strzelił 4 gole. Brał udział w Euro 80 i MŚ 1982.